# Dansevise
«Dansevise» ("Balada de baile") fue el tema ganador del Festival de la Canción de Eurovisión 1963 interpretado en danés por Grethe y Jørgen Ingmann representando a Dinamarca. Fue la primera vez que un dúo ganaba el festival.
La canción fue interpretada en octavo puesto, tras Finlandia representada por Laila Halme con "Muistojeni laulu" y precedida por Yugoslavia interpretada por Vice Vukov con "Brodovi". Al fin de las votaciones recibió 42 puntos, ganando con una ventaja de 16 sobre el segundo.
Fue sucedida como ganadora de Eurovisión por la canción "Non ho l'età" en el Festival de la Canción de Eurovisión 1964 por Gigliola Cinquetti, representante de Italia.
El grupo danés Outlandish hizo una versión llamada "Kom igen" que aparece en el juego FIFA 07. También existe una versión en español titulada "La balada del amanecer" interpretada por Encarnita Polo.